# Реликтовое излучение
Рели́ктовое излуче́ние (лат. relictum — остаток), косми́ческое сверхвысокочасто́тное фо́новое излуче́ние — равномерно заполняющее Вселенную тепловое излучение, возникшее в эпоху первичной рекомбинации водорода. Обладает высокой степенью изотропности и спектром, свойственным для абсолютно чёрного тела с температурой 2,73 К.
Существование реликтового излучения было предсказано теоретически Георгием Гамовым в 1948 году в рамках теории Большого взрыва. Хотя в настоящее время многие аспекты первоначальной теории Большого взрыва пересмотрены, основы, позволившие предсказать эффективную температуру реликтового излучения, остались неизменны. Экспериментально его существование было подтверждено в 1965 году. Наряду с космологическим красным смещением, реликтовое излучение рассматривается как одно из главных подтверждений теории Большого взрыва.
Термин реликтовое излучение, который обычно используется в русскоязычной литературе, ввёл в употребление советский астрофизик И. С. Шкловский.

## Природа излучения
Согласно теории Большого взрыва, ранняя Вселенная представляла собой горячую плазму, состоявшую из электронов, барионов и постоянно излучавшихся, поглощавшихся и вновь излучавшихся фотонов. Фотоны постоянно взаимодействовали с остальными частицами плазмы, сталкиваясь с ними и обмениваясь энергией — в первые несколько сотен тысяч лет после Большого взрыва имели место томсоновское (при энергиях много меньше массы электрона) и комптоновское рассеяние (прямое и обратное, γ + e− ↔ γ + e−), а также двойное комптоновское рассеяние (γ + e− ↔ γ + γ + e−, эффективно при температурах выше 1 кэВ) и тепловое тормозное излучение (свободно-свободные переходы электронов в поле протонов и других ядер, e− + p+ ↔ e− + p+ + γ, доминирует при температурах от 1 до 90 эВ). Таким образом, излучение находилось в состоянии теплового равновесия с веществом, а его спектр соответствовал спектру абсолютно чёрного тела.
По мере расширения Вселенной космологическое красное смещение вызывало остывание плазмы, и на определённом этапе замедлившиеся электроны получили возможность соединяться с замедлившимися протонами (ядрами водорода) и альфа-частицами (ядрами гелия), образуя атомы (этот процесс называется рекомбинацией). Это случилось при температуре плазмы около 3000 К и примерном возрасте Вселенной 380 000 лет. Свободного пространства между частицами стало больше, заряженных частиц стало меньше, фотоны перестали так часто рассеиваться и теперь могли свободно перемещаться в пространстве, практически не взаимодействуя с веществом. Реликтовое излучение и составляют те фотоны, которые были в то время излучены плазмой в сторону будущего расположения Земли. Эти фотоны (в связи с уже идущей рекомбинацией) избежали рассеяния и до сих пор достигают Земли через пространство продолжающей расширяться Вселенной. Наблюдаемая сфера, соответствующая данному моменту, называется поверхностью последнего рассеяния. Это — самый удалённый объект, который можно наблюдать в электромагнитном спектре.
В результате дальнейшего расширения Вселенной эффективная температура этого излучения снизилась почти до абсолютного нуля и сейчас составляет всего 2,725 К.

## История исследования

### Первое случайное обнаружение
В 1941 году, изучая поглощение света звезды ξ Змееносца молекулами CN в межзвёздной среде, Эндрю Мак-Келлар отметил, что наблюдаются линии поглощения не только для основного вращательного состояния этой молекулы, но и для возбуждённого, причём соотношение интенсивностей линий соответствует температуре CN ~2,3 К. В то время это явление не получило объяснения. Теория горячей Вселенной тогда ещё не была создана.
Только после открытия реликтового излучения, начиная с 1966 г., были опубликованы работы И. С. Шкловского, Дж. Филда, Дж. Хитчкока, П. Тадеуша и Дж. Вольфа, в которых показано, что возбуждение вращения межзвездных молекул циана, наблюдавшееся в спектре ξ Змееносца и других звезд, вызвано реликтовым излучением. Таким образом, ещё в 1941 г. было обнаружено, хоть и косвенное проявление реликтового излучения.

### Предсказание
В 1948 году реликтовое излучение было предсказано Георгием Гамовым, Ральфом Альфером и Робертом Германом на основе созданной ими первой теории горячего Большого взрыва. Более того, Альфер и Герман смогли установить, что температура реликтового излучения должна составлять 5 К, а Гамов дал предсказание в 3 К и оказался прав.
Хотя некоторые оценки температуры пространства существовали и до этого, они обладали несколькими недостатками. Во-первых, это были измерения лишь эффективной температуры пространства, не предполагалось, что спектр излучения подчиняется закону Планка. Во-вторых, они были зависимы от нашего особого расположения на краю галактики Млечный Путь и не предполагали, что излучение изотропно. Более того, они бы дали совершенно другие результаты, если бы Земля находилась где-либо в другом месте Вселенной.

### Предыстория
В 1955 году аспирант-радиоастроном Тигран Арамович Шмаонов в Пулковской обсерватории под руководством известных советских радиоастрономов С. Э. Хайкина и Н. Л. Кайдановского провёл измерения радиоизлучения из космоса на длине волны 3,2 см и экспериментально обнаружил шумовое СВЧ-излучение. Вывод из этих измерений был таков: «Оказалось, что абсолютная величина эффективной температуры радиоизлучения фона… равна 4 ± 3 К». Шмаонов отмечал независимость интенсивности излучения от направления на небе и от времени. После защиты диссертации он опубликовал об этом статью в неастрономическом журнале «Приборы и техника эксперимента».

### Открытие
Результаты Гамова широко не обсуждались. Однако они были вновь получены Робертом Дикке и Яковом Зельдовичем в начале 1960-х годов.
В 1964 году это подтолкнуло Дэвида Тодда Вилкинсона и Питера Ролла, коллег Дикке по Принстонскому университету, к созданию радиометра Дикке для измерения реликтового излучения.
Больше всего на свете я люблю реликтовое излучение, доносящее до нас информацию о первых мгновениях существования Вселенной
В 1965 году Арно Пензиас и Роберт Вудроу Вильсон из Bell Telephone Laboratories в Холмдейле (штат Нью-Джерси) построили прибор, аналогичный радиометру Дикке, который они намеревались использовать не для поиска реликтового излучения, а для экспериментов в области радиоастрономии и спутниковых коммуникаций. При калибровке установки выяснилось, что антенна имеет избыточную шумовую температуру в 3,5 К, которую они не могли объяснить. Получив звонок из Холмдейла, Дикке с юмором заметил: «Ребята, нас обскакали!» («Boys, we’ve been scooped!»). После совместного обсуждения группы из Принстона и Холмдейла заключили, что такая температура антенны была вызвана реликтовым излучением. В 1978 году Пензиас и Вильсон за своё открытие получили Нобелевскую премию.

### Исследование неоднородностей
В 1983 году был проведён первый эксперимент, РЕЛИКТ-1, по измерению реликтового излучения с борта космического аппарата. В январе 1992 года на основании анализа данных эксперимента РЕЛИКТ-1 российские учёные объявили об открытии анизотропии реликтового излучения. Чуть позднее об обнаружении флуктуаций объявили и американские учёные на основании данных эксперимента COBE. В 2006 году за это открытие была присуждена Нобелевская премия по физике руководителям группы COBE Джорджу Смуту и Джону Мазеру, хотя российские исследователи обнародовали свои результаты раньше американцев.
Спектрофотометр дальнего инфракрасного излучения FIRAS, установленный на спутнике NASA COBE, выполнил наиболее точные на сегодняшний день измерения спектра реликтового излучения. Они подтвердили его соответствие спектру излучения абсолютно чёрного тела с температурой 2,725 К.
Наиболее подробную карту реликтового излучения удалось построить в результате работы американского космического аппарата WMAP.
14 мая 2009 года был произведён запуск спутника миссии Планк Европейского космического агентства. Предполагалось, что наблюдения будут продолжаться в течение 15 месяцев с возможным продлением полёта на 1 год, и что обработка результатов этого эксперимента позволит проверить и уточнить данные, полученные WMAP.

## Свойства
Спектр наполняющего Вселенную реликтового излучения соответствует спектру излучения абсолютно чёрного тела с температурой 2,725 К. Его максимум приходится на частоту 160,4 ГГц (микроволновое излучение), что соответствует длине волны 1,9 мм (см. спектр излучения на рисунке справа). Оно изотропно с точностью до 0,01 % — среднеквадратичное отклонение температуры составляет приблизительно 18 мкК. Это значение не учитывает дипольную анизотропию (разница между наиболее холодной и горячей областью составляет 6,706 мК), вызванную доплеровским смещением частоты излучения из-за нашей собственной скорости относительно системы отсчёта, связанной с реликтовым излучением. Красное смещение для реликтового излучения немного превосходит 1000.
Плотность энергии реликтового излучения составляет 0,25 эВ/см3 (4⋅10−14 Дж/м3) или 400—500 фотонов/см3.

### Дипольная анизотропия
Ещё в 1969 году было обнаружено, что в реликтовом излучении заметно выделена дипольная составляющая: в направлении созвездия Льва температура этого излучения на 0,1 % выше, чем в среднем, а в противоположном направлении — на столько же ниже. Этот факт интерпретируется как следствие эффекта Доплера, возникающего при движении Солнца относительно реликтового фона со скоростью примерно 370 км/с в сторону созвездия Льва. Поскольку Солнце обращается вокруг центра Галактики со скоростью ~220-230 км/с в сторону созвездия Лебедя, и также совершает движение относительно центра Местной группы галактик (группы галактик, включающей Млечный Путь), это означает, что Местная группа как целое движется относительно реликтового излучения со скоростью примерно (по современным данным) {\displaystyle 627\pm 22} км/с в направлении точки с галактическими координатами {\displaystyle l=276\pm 3^{\circ }}, {\displaystyle b=30\pm 3^{\circ }} (эта точка располагается в созвездии Гидры).
Существуют и альтернативные теории, которые также могут объяснить выделенность дипольной компоненты реликтового излучения.

## Отношение к Большому взрыву

### Поляризация
Реликтовое излучение поляризовано на уровне в несколько мкК. Выделяются E-мода (градиентная составляющая) и B-мода (роторная составляющая) по аналогии с поляризацией электромагнитного излучения. E-мода может появляться при прохождении излучения через неоднородную плазму вследствие томпсоновского рассеяния. B-мода, максимальная амплитуда которой достигает всего лишь 0,1 мкК, не может возникать вследствие взаимодействия с плазмой.
B-мода является признаком инфляции вселенной и определяется плотностью первичных гравитационных волн. Наблюдение B-моды является сложной задачей вследствие неизвестного уровня шума для этой компоненты реликтового излучения, а также за счёт того, что B-мода смешивается слабым гравитационным линзированием с более сильной E-модой.
На 2015 год наблюдательных подтверждений открытия B-моды нет. 17 марта 2014 года учёные из Гарвард-Смитсоновского центра астрофизики объявили о обнаружении B-моды на уровне r = 0,2. Однако, более поздний анализ (опубликован 19 сентября 2014), проведённый другой группой исследователей с использованием данных обсерватории «Планк», показал, что результат можно полностью отнести на счёт галактической пыли.

### Вторичная анизотропия
Вторичная анизотропия реликтового излучения возникает в процессе распространения фотонов на их пути от поверхности последнего рассеяния до наблюдателя, например, рассеяния на горячем газе или прохождения гравитационного потенциала.
Когда фотоны реликтового излучения стали распространяться беспрепятственно, обычная материя во Вселенной была в основном в виде нейтральных атомов водорода и гелия. Тем не менее, наблюдения галактик сейчас показывают, что большая часть объёма межгалактической среды состоит из ионизованного материала (так как есть несколько линий поглощения, связанных с атомами водорода). Это означает, что был период реионизации, в ходе которого некоторое количество вещества Вселенной было вновь разбито на ионы и электроны.
Фотоны микроволнового излучения рассеиваются на свободных зарядах, таких как электроны, которые не связаны в атомах. В ионизированной Вселенной такие заряженные частицы были выбиты из нейтральных атомов ионизирующим ультрафиолетовым излучением. Сегодня эти свободные заряды имеют достаточно низкую плотность в большей части объёма Вселенной, так что они не влияют заметно на реликтовое излучение. Однако если межгалактическая среда была ионизирована на очень ранних этапах расширения, когда Вселенная была намного плотнее, чем сейчас, то это должно было вызвать два основных следствия для реликтового излучения:
- мелкомасштабные флуктуации будут стёрты подобно тому, как при взгляде на объект сквозь туман детали объекта становятся нечёткими.
- процесс рассеяния фотонов на свободных электронах (томсоновское рассеяние) будет вызывать анизотропию поляризации реликтового излучения на больших угловых масштабах, которая будет коррелировать с температурной анизотропией.

Оба этих эффекта наблюдались космическим телескопом WMAP, что свидетельствует о том, что Вселенная была ионизирована на очень ранних этапах (на красном смещении более 17). Происхождение этого раннего ионизирующего излучения всё ещё является предметом научных дискуссий. Это излучение, возможно, включает свет самых первых звёзд, сверхновых, которые явились результатом эволюции этих звёзд, и ионизирующее излучение, возникающее при аккреционных дисках массивных чёрных дыр.
Два других эффекта, которые возникли в период между реионизацией и нашими наблюдениями реликтового излучения и которые являются причиной флуктуаций: эффект Сюняева — Зельдовича, заключающийся в том, что облако электронов высокой энергии рассеивает реликтовые фотоны и передаёт часть своей энергии им, и эффект Сакса — Вольфа, который вызывает смещение спектра фотонов от космического микроволнового фона в радиоволновую или инфракрасную область спектра по причине изменения гравитационного поля. Эти два эффекта связаны с влиянием структур в поздней Вселенной (красное смещение меньше или порядка 1). С одной стороны, они приводят к размыванию спектра реликтового излучения, так как накладываются на первичную анизотропию; с другой стороны — позволяют получить информацию о распространённости структур в поздней Вселенной, а также проследить за их развитием.

## Наблюдения реликтового излучения
Радиотелескопы в Антарктиде:
- DASI (Degree Angular Scale Interferometer) (США)[43];
- SPT (South Pole Telescope, «Южный Полярный Телескоп», ЮПТ, «Телескоп южного полюса») (США)[44].

Космические радиотелескопы:
- РЕЛИКТ-1 (СССР, 1983—1984);
- COBE (США, 1989—1996);
- WMAP (США, 2001—2009);
- Планк (ЕС, 2009—2013).

### Анализ
Анализ реликтового излучения с целью получения его карт, углового спектра мощности, а в конечном итоге космологических параметров, является сложной, вычислительно трудной задачей. Хотя расчёт спектра мощности на основании карты является принципиально простым преобразованием Фурье, представляющим разложение фона по сферическим гармоникам, на практике трудно учитывать шумовые эффекты.
Для анализа данных используются специализированные пакеты:
- HEALPix (Hierarchical Equal Area isoLatitude Pixelization) — пакет приложений, используемый командой WMAP.
- GLESP (Gauss-Legendre Sky Pixelization) — пакет, разработанный в качестве альтернативы HEALPix при участии учёных из России, Германии, Англии и Тайваня.

Каждый пакет использует свой формат хранения карты реликтового излучения и свои методы обработки.

### Слабые мультиполи
Во время космологической инфляции, в первые {\displaystyle 10^{-32}} сек. после Большого взрыва, квантовые флуктуации вызывают возникновение неоднородностей плотности материи Вселенной, которые затем начинают колебательные движения в виде стоячих (из-за быстрого расширения пространства) акустических волн с одинаковой начальной фазой. Во время испускания реликтового излучения неоднородности материи будут выделены и подавлены в зависимости от текущей фазы волны. На рисунке максимум реликтового излучения образовался благодаря акустическим волнам, имевшим в момент рекомбинации фазу {\displaystyle \pi }. Остальные максимумы возникли как следствие волн с фазами {\displaystyle 2\pi }, {\displaystyle 3\pi }, …

## В культуре
В незавершенном научно-фантастическом сериале Звёздные врата: Вселенная исследование реликтового излучения — главная миссия «Судьбы», беспилотного корабля расы Древних. Согласно мифологии сериала, Древние устанавливают, что реликтовое излучение содержит в себе сложно структурированный сигнал и, возможно, носит искусственный характер. Однако, начав эксперимент миллионы лет назад, Древние так и не довели его до конца из-за своего вознесения. К моменту начала сериала «Судьба» продолжает путь в автоматическом режиме в миллионах световых лет от Земли к предполагаемому источнику сигнала, ожидая возвращения своих создателей.
В китайском научно-фантастическом романе «Задача трех тел» и одноимённом сериале, инопланетяне демонстрируют одному из главных героев искусственное «мерцание вселенной» в реликтовом излучении.
В фильме "Интерстеллар" предпологалось,что планета на орбите чёрной дыры из-за замедления времени будет испытывать эффект "горячего неба" от реликтового излучения, что сделает планету пригодной для жизни.